# مجذوبان نور
مجذوبان نور پایگاه خبری نزدیک به دراویش گنابادی بود که بعد از سال ۱۳۸۴ به دنبال بازداشت‌های متعدد، سرکوب، تخریب حسینیه‌ها و یا اماکن مذهبی آنها در ایران تأسیس شد و مدتی پس از اعتراضات گلستان هفتم در سال ۱۳۹۷ به فعالیت خود پایان داد.

## دربارهٔ خبرگزاری
مدیران پایگاه خبرگزاری مجذوبان نور در تاریخ ۲۲ اسفند ۱۳۹۴ از ضرورت و انگیزه تأسیس این پایگاه، اینگونه یاد می‌کنند:

بارها گفته‌ایم و بار دگر می‌گوییم؛ انگیزه و ضرورت اولیه در تأسیس سایت مجذوبان نور شکستن بایکوت خبری بوده و تأکید بر ادامهٔ فعالیت آن نیز، به جهت رفتار ناصوابِ قانون‌شکنانی است که هیچ گونه باور و اعتقادی به عدالت و حقوقِ شهروندان نداشتند و موجب ایجاد دل‌نگرانی و تشویش خاطر جامعهٔ درویشی بودند. تظلم و دادخواهی و تذکر به اجرای صحیح قانون در زمرهٔ حقوق شهروندی است که دراویش سلسلهٔ نعمت‌اللهی گنابادی سال‌هاست از آن محروم مانده‌اند.
مکتب درویشی واجد شخصیت حقوقی و مستقل نیست تا یک پایگاه خبری، نماینده و سخنگوی آن باشد. بلکه سایت مجذوبان نور با الهام از آموزه‌های عرفانی و در راستای عمل به رسالت انسانیِ خود، در انعکاس و انتشار اخبار ایران و جهان خصوصاً جامعهٔ درویشی و فارغ از هرگونه گرایش سیاسی و حزبی از سوی جمعی از وکلای دادگستری و فعالان حقوق دراویش به صورت مستقل تأسیس شده و فعالیت می‌نماید. بر این اساس در موضع‌گیری‌ها و انتشار اخبار و مطالبِ خود کاملاً مستقل بوده و لزوماً انتقال‌دهنده و بیان‌کنندهٔ نظرات و دیدگاه‌های بزرگان این طریقت نیست؛ بنابراین مسئولیت کلیهٔ اخبار و مطالب منتشره دراین وب‌سایت بر عهدهٔ مدیران آن می‌باشد.

## بازداشت کارکنان
در طول فعالیت پایگاه خبری فرهنگی مجذوبان نور، از زمان تأسیس آن تا کنون نزدیک به ۳۰ نفر از خبرنگاران، نویسندگان، پرسنل و یا گردانندگان اصلی مجذوبان نور توسط حکومت جمهوری اسلامی ایران بازداشت شدند.
کسری نوری، حقوق‌دان و یکی از گردانندگان این خبرگزاری پنج بار در همین ارتباط دستگیر و زندانی شده است.
فرشید یداللهی، امید بهروزی، امیر اسلامی، حمیدرضا مرادی و مصطفی دانشجو   از دیگر حقوقدانان و مدیران مجذوبان نور هستند که در رابطه با فعالیت رسانه‌ای خود بازداشت شدند.

## ستاد انتخاباتی
۱۱ اردیبهشت ۱۳۸۸ دروایش گنابادی با صدور اطلاعیه‌ای از کاندیداتوری مهدی کروبی در انتخابات دهمین دوره ریاست جمهوری حمایت کردند. فرشید یداللهی
، وکیل دادگستری به‌ عنوان ریاست این ستاد انتخاباتی معرفی شد.
در آن زمان روزنامه اعتمادملی به نقل از نورعلی تابنده، قطب وقت دراویش گنابادی تیتر 
زد: " حمایت از کروبی وظیفه تمام فقرا(پیروانش) است "

شورای هماهنگی ستاد انتخابات مجذوبان نور با انتشار اطلاعیه‌ای خطاب به مهدی کروبی آورده بود:
«پیرو مذاکرات حضوری با حضرتعالی، جلسه‌ای با حضور چند تن از وکلا و حقوقدانان سلسله دراویش نعمت اللهی گنابادی، منعقد و مقرر شد در مقام سپاسگزاری از کوششی که برای دفع ستم از دراویش گنابادی معمول فرموده‌اید، ستاد مستقل مردمی با نام «مجذوبان نور» در حمایت از آن جناب در انتخابات دور دهم ریاست جمهوری تشکیل و آقای فرشید یداللهی فارسی (از دراویش گنابادی، وکیل پایه یک دادگستری و عضو کمیسیون حقوق بشر کانون وکلاء) به عنوان ریاست ستاد انتخابات به حضور عالی معرفی شوند».

## احکام زندان خبرنگاران و مدیران
مدت زندان و یا محکومیت‌ها از اطلس زندان‌های ایران جمع آوری شده است؛
- مصطفی عبدی ۲۶ سال حبس (پرونده گلستان هفتم) - ۳ سال حبس (پرونده بازداشت مدیران مجذوبان نور ۱۳۹۰)
- کسری نوری ۱۲ سال حبس  (پرونده گلستان هفتم) -  ۴ سال و شش ماه حبس (پرونده بازداشت مدیران مجذوبان نور ۱۳۹۰)
- حمیدرضا مرادی ۴ سال حبس
- فرشید یداللهی ۳ سال و شش ماه حبس
- امیر اسلامی ۳ سال و شش ماه حبس
- مصطفی دانشجو ۳ سال و شش ماه حبس
- امید بهروزی ۳ سال و شش ماه حبس
- افشین کرمپور ۳ سال حبس
- رضا انتصاری ۲ سال حبس
- علیرضا روشن یک سال حبس